# Distretto di Nancha
Il distretto di Nancha (南岔区S, Nánchà QūP) è un distretto della Cina, situato nella provincia di Heilongjiang e amministrato dalla prefettura di Yichun.